# V-League 2012-2013 (femminile)
La V-League 2012-2013 si è svolta dal 3 novembre 2012 al 29 marzo 2013: al torneo hanno partecipato 6 squadre di club sudcoreane; la vittoria finale è andata per la prima volta alle IBK Altos.

## Regolamento
La competizione prevede che le sei squadre partecipanti si sfidino in sei round, per un totale di 30 incontri ciascuna; al termine della stagione regolare la prima classificata è qualificata direttamente alla finale scudetto dei play-off, mentre la seconda e la terza classificata prendono parte allo spareggio play-off, valevole l'altro posto in finale.

## Squadre partecipanti
- KGC Ginseng
- GS Caltex Seoul
- IBK Altos
- Pink Spiders
- Korea Expressway
- Hyundai Hillstate

## Campionato

### Regular season

#### Risultati
| Primo round |                               |     |                                   |
|             |                               |     |                                   |
| 03-11       | Daejeon KGC-Suwon Hyundai     | 0-3 | 16-25, 22-25, 23-25               |
| 04-11       | Incheon HLIPS-Hwaseong IBK    | 2-3 | 25-18, 17-25, 25-14, 16-25, 12-15 |
| 06-11       | GS Caltex Seoul-Daejeon KGC   | 3-1 | 22-25, 25-20, 25-16, 25-15        |
| 07-11       | Seongnam KEC-Hwaseong IBK     | 0-3 | 14-25, 23-25, 18-25               |
| 08-11       | Incheon HLIPS-Suwon Hyundai   | 3-1 | 25-22, 25-22, 23-25, 25-23        |
| 10-11       | Seongnam KEC-GS Caltex Seoul  | 0-3 | 23-25, 23-25, 18-25               |
| 11-11       | Suwon Hyundai-Hwaseong IBK    | 1-3 | 22-25, 29-31, 25-14, 29-31        |
| 13-11       | Daejeon KGC-Incheon HLIPS     | 3-1 | 17-25, 25-17, 25-22, 27-25        |
| 14-11       | Hwaseong IBK-GS Caltex Seoul  | 1-3 | 18-25, 25-22, 17-25, 22-25        |
| 15-11       | Seongnam KEC-Suwon Hyundai    | 3-1 | 25-22, 25-19, 21-25, 25-18        |
| 17-11       | GS Caltex Seoul-Incheon HLIPS | 3-0 | 25-20, 31-29, 25-21               |
| 18-11       | Daejeon KGC-Seongnam KEC      | 0-3 | 16-25, 22-25, 19-25               |
| 20-11       | Suwon Hyundai-GS Caltex Seoul | 3-1 | 25-18, 25-21, 21-25, 25-16        |
| 21-11       | Hwaseong IBK-Daejeon KGC      | 3-1 | 25-21, 22-25, 25-17, 25-14        |
| 22-11       | Incheon HLIPS-Seongnam KEC    | 2-3 | 25-19, 25-22, 15-25, 23-25, 8-15  |

| Secondo round |                               |      |                            |
|               |                               |      |                            |
| 24-11         | Suwon Hyundai-Daejeon KGC     | 3-0- | 25-18, 25-23, 25-17        |
| 25-11         | Hwaseong IBK-Incheon HLIPS    | 3-0  | 25-23, 25-14, 25-14        |
| 27-11         | GS Caltex Seoul-Suwon Hyundai | 3-0  | 25-23, 25-16, 25-13        |
| 28-11         | Seongnam KEC-Incheon HLIPS    | 3-1  | 25-21, 24-26, 26-24, 26-24 |
| 29-11         | Daejeon KGC-Hwaseong IBK      | 0-3  | 26-28, 14-25, 23-25        |
| 01-12         | Incheon HLIPS-GS Caltex Seoul | 1-3  | 22-25, 25-15, 15-25, 20-25 |
| 02-12         | Seongnam KEC-Daejeon KGC      | 3-1  | 25-15, 25-18, 23-25, 25-19 |
| 04-12         | GS Caltex Seoul-Hwaseong IBK  | 1-3  | 17-25, 26-24, 17-25, 15-25 |
| 05-12         | Suwon Hyundai-Seongnam KEC    | 3-1  | 23-25, 25-19, 25-15, 25-21 |
| 06-12         | Incheon HLIPS-Daejeon KGC     | 3-0  | 25-19, 25-20, 26-24        |
| 08-12         | Hwaseong IBK-Suwon Hyundai    | 3-0  | 25-19, 25-19, 25-18        |
| 09-12         | GS Caltex Seoul-Seongnam KEC  | 0-3  | 17-25, 22-25, 21-25        |
| 11-12         | Suwon Hyundai-Incheon HLIPS   | 3-0  | 25-21, 25-21, 25-19        |
| 12-12         | Hwaseong IBK-Seongnam KEC     | 3-1  | 25-16, 17-25, 25-18, 25-17 |
| 13-12         | Daejeon KGC-GS Caltex Seoul   | 1-3  | 25-19, 21-25, 21-25, 16-25 |

| Terzo round |                               |     |                                   |
|             |                               |     |                                   |
| 15-12       | Suwon Hyundai-Seongnam KEC    | 3-1 | 25-21, 25-21, 20-25, 25-22        |
| 16-12       | Hwaseong IBK-Incheon HLIPS    | 3-1 | 25-21, 24-26, 25-15, 25-13        |
| 18-12       | Daejeon KGC-Suwon Hyundai     | 0-3 | 20-25, 21-25, 20-25               |
| 19-12       | Hwaseong IBK-GS Caltex Seoul  | 3-0 | 25-22, 25-19, 25-15               |
| 20-12       | Seongnam KEC-Incheon HLIPS    | 3-0 | 25-16, 25-13, 25-19               |
| 22-12       | Daejeon KGC-Hwaseong IBK      | 2-3 | 22-25, 25-15, 25-16, 20-25, 8-15  |
| 23-12       | GS Caltex Seoul-Seongnam KEC  | 3-0 | 25-14, 25-22, 25-20               |
| 25-12       | Incheon HLIPS-Daejeon KGC     | 3-0 | 25-17, 25-13, 25-16               |
| 26-12       | GS Caltex Seoul-Suwon Hyundai | 3-2 | 9-25, 25-21, 29-31, 25-19, 15-12  |
| 27-12       | Seongnam KEC-Hwaseong IBK     | 3-2 | 25-23, 23-25, 13-25, 16-25, 20-18 |
| 29-12       | GS Caltex Seoul-Daejeon KGC   | 3-1 | 25-20, 25-22, 16-25, 25-22        |
| 30-12       | Incheon HLIPS-Suwon Hyundai   | 2-3 | 25-14, 25-23, 13-25, 19-25, 7-15  |
| 01-01       | Daejeon KGC-Seongnam KEC      | 2-3 | 19-25, 27-29, 25-23, 25-19, 8-15  |
| 02-01       | Hwaseong IBK-Suwon Hyundai    | 3-0 | 25-21, 25-16, 25-17               |
| 03-01       | Incheon HLIPS-GS Caltex Seoul | 3-0 | 25-21, 25-23, 25-20               |

| Quarto round |                               |     |                                   |
|              |                               |     |                                   |
| 15-01        | Seongnam KEC-GS Caltex Seoul  | 2-3 | 25-19, 25-20, 23-25, 22-25, 10-15 |
| 16-01        | Suwon Hyundai-Hwaseong IBK    | 0-3 | 23-25, 23-25, 23-25               |
| 17-01        | Daejeon KGC-Incheon HLIPS     | 1-3 | 22-25, 25-18, 22-25, 16-25        |
| 19-01        | Hwaseong IBK-GS Caltex Seoul  | 3-0 | 25-21, 25-15, 25-19               |
| 20-01        | Seongnam KEC-Daejeon KGC      | 3-0 | 25-18, 25-12, 25-12               |
| 22-01        | Suwon Hyundai-GS Caltex Seoul | 0-3 | 20-25, 21-25, 17-25               |
| 23-01        | Incheon HLIPS-Seongnam KEC    | 0-3 | 19-25, 12-25, 21-25               |
| 24-01        | Hwaseong IBK-Daejeon KGC      | 3-0 | 25-14, 25-20, 25-16               |
| 26-01        | Seongnam KEC-Suwon Hyundai    | 2-3 | 18-25, 36-34, 23-25, 28-26, 13-15 |
| 27-01        | Incheon HLIPS-Hwaseong IBK    | 0-3 | 16-25, 22-25, 28-30               |
| 29-01        | Suwon Hyundai-Daejeon KGC     | 3-0 | 25-19, 25-18, 25-10               |
| 30-01        | GS Caltex Seoul-Incheon HLIPS | 3-0 | 25-21, 25-16, 25-18               |
| 31-01        | Hwaseong IBK-Seongnam KEC     | 0-3 | 20-25, 18-25, 16-25               |
| 02-02        | Daejeon KGC-GS Caltex Seoul   | 0-3 | 15-25, 26-28, 14-25               |
| 03-02        | Suwon Hyundai-Incheon HLIPS   | 3-0 | 25-18, 25-21, 25-19               |

| Quinto round |                               |     |                                   |
|              |                               |     |                                   |
| 05-02        | Daejeon KGC-Hwaseong IBK      | 0-3 | 23-25, 17-25, 23-25               |
| 06-02        | Seongnam KEC-Incheon HLIPS    | 1-3 | 25-18, 20-25, 31-33, 23-25        |
| 07-02        | GS Caltex Seoul-Suwon Hyundai | 0-3 | 15-25, 20-25, 22-25               |
| 09-02        | Seongnam KEC-Daejeon KGC      | 3-1 | 25-19, 19-25, 25-20, 25-12        |
| 10-02        | Hwaseong IBK-Suwon Hyundai    | 3-2 | 25-23, 19-25, 18-25, 27-25, 15-7  |
| 11-02        | Incheon HLIPS-GS Caltex Seoul | 0-3 | 22-25, 23-25, 22-25               |
| 12-02        | Seongnam KEC-Hwaseong IBK     | 3-2 | 16-25, 14-25, 25-11, 26-24, 15-13 |
| 13-02        | Daejeon KGC-GS Caltex Seoul   | 0-3 | 18-25, 20-25, 16-25               |
| 14-02        | Suwon Hyundai-Incheon HLIPS   | 3-0 | 25-16, 25-15, 25-15               |
| 16-02        | GS Caltex Seoul-Seongnam KEC  | 3-0 | 25-21, 25-23, 25-23               |
| 17-02        | Hwaseong IBK-Incheon HLIPS    | 3-0 | 25-17, 25-15, 25-13               |
| 19-02        | Suwon Hyundai-Seongnam KEC    | 2-3 | 25-20, 25-17, 11-25, 18-25, 12-15 |
| 20-02        | Incheon HLIPS-Daejeon KGC     | 1-3 | 14-25, 23-25, 25-22, 23-25        |
| 21-02        | GS Caltex Seoul-Hwaseong IBK  | 3-0 | 25-21, 25-13, 25-23               |
| 23-02        | Suwon Hyundai-Daejeon KGC     | 3-1 | 25-14, 25-21, 21-25, 25-17        |

| Sesto round |                               |     |                                   |
|             |                               |     |                                   |
| 24-02       | Seongnam KEC-GS Caltex Seoul  | 0-3 | 17-25, 18-25, 22-25               |
| 26-02       | Hwaseong IBK-Daejeon KGC      | 3-1 | 25-23, 25-17, 20-25, 25-16        |
| 27-02       | Incheon HLIPS-Seongnam KEC    | 0-3 | 23-25, 10-25, 13-25               |
| 28-02       | Suwon Hyundai-GS Caltex Seoul | 3-1 | 25-23, 28-26, 20-25, 25-20        |
| 01-03       | Daejeon KGC-Seongnam KEC      | 3-0 | 25-19, 25-21, 26-24               |
| 02-03       | Suwon Hyundai-Hwaseong IBK    | 0-3 | 17-25, 16-25, 19-25               |
| 03-03       | GS Caltex Seoul-Incheon HLIPS | 3-0 | 25-16, 32-30, 25-21               |
| 05-03       | Hwaseong IBK-Seongnam KEC     | 3-1 | 18-25, 25-18, 25-16, 25-16        |
| 06-03       | Incheon HLIPS-Suwon Hyundai   | 0-3 | 18-25, 20-25, 17-25               |
| 07-03       | GS Caltex Seoul-Daejeon KGC   | 3-0 | 25-19, 25-22, 25-15               |
| 09-03       | Incheon HLIPS-Hwaseong IBK    | 1-3 | 22-25, 19-25, 26-24, 14-25        |
| 10-03       | Daejeon KGC-Suwon Hyundai     | 3-2 | 25-11, 18-25, 12-25, 25-17, 15-13 |
| 12-03       | GS Caltex Seoul-Hwaseong IBK  | 2-3 | 25-21, 25-10, 30-32, 24-26, 10-15 |
| 13-03       | Daejeon KGC-Incheon HLIPS     | 3-2 | 25-16, 18-25, 18-25, 25-16, 15-12 |
| 13-03       | Seongnam KEC-Suwon Hyundai    | 3-1 | 27-29, 25-19, 27-25, 25-19        |

#### Classifica
| Pos. | Squadra           | Pt | G  | V  | P  | SV | SP | Ratio | PF   | PS   | Ratio |
| ---- | ----------------- | -- | -- | -- | -- | -- | -- | ----- | ---- | ---- | ----- |
| 1    | IBK Altos         | 73 | 30 | 25 | 5  | 80 | 31 | 2.580 | 2557 | 2243 | 1.139 |
| 2    | GS Caltex Seoul   | 62 | 30 | 21 | 9  | 68 | 36 | 1.888 | 2397 | 2231 | 1.074 |
| 3    | Hyundai Hillstate | 50 | 30 | 16 | 14 | 60 | 51 | 1.176 | 2494 | 2384 | 1.046 |
| 4    | Korea Expressway  | 48 | 30 | 17 | 13 | 60 | 54 | 1.111 | 2544 | 2438 | 1.043 |
| 5    | Pink Spiders      | 22 | 30 | 6  | 24 | 32 | 75 | 0.426 | 2186 | 2503 | 0.873 |
| 6    | KGC Ginseng       | 15 | 30 | 5  | 25 | 28 | 81 | 0.345 | 2163 | 2542 | 0.850 |

| Ammessa alla finale play-off | Ammesse alla semifinale play-off |

### Play-off
|  | Semifinali        | Semifinali        | Semifinali        | Semifinali | Semifinali |  |  | Finale          | Finale          | Finale          | Finale | Finale | Finale | Finale |  |
|  |                   |                   |                   |            |            |  |  |                 |                 |                 |        |        |        |        |  |
|  | IBK Altos         | IBK Altos         | -                 | -          | -          |  |  |                 |                 |                 |        |        |        |        |  |
|  | Bye               | Bye               | -                 | -          | -          |  |  | IBK Altos       | IBK Altos       | IBK Altos       | 3      | 3      | 2      | 3      |  |
|  | GS Caltex Seoul   | GS Caltex Seoul   | GS Caltex Seoul   | 3          | 3          |  |  | GS Caltex Seoul | GS Caltex Seoul | GS Caltex Seoul | 1      | 1      | 3      | 1      |  |
|  | Hyundai Hillstate | Hyundai Hillstate | Hyundai Hillstate | 1          | 1          |  |  |                 |                 |                 |        |        |        |        |  |

#### Semifinale
| Gara 1 |                                 |     |                            |
|        |                                 |     |                            |
| 16-03  | GS Caltex Seoul - Suwon Hyundai | 3-1 | 25-17, 23-25, 25-18, 26-24 |

| Gara 2 |                                 |     |                            |
|        |                                 |     |                            |
| 18-03  | Suwon Hyundai - GS Caltex Seoul | 1-3 | 23-25, 24-26, 26-24, 21-25 |

#### Finale
| Gara 1 |                                |     |                            |
|        |                                |     |                            |
| 23-03  | Hwaseong IBK - GS Caltex Seoul | 3-1 | 25-22, 25-21, 21-25, 25-19 |

| Gara 3 |                                |     |                                  |
|        |                                |     |                                  |
| 27-03  | GS Caltex Seoul - Hwaseong IBK | 3-2 | 21-25, 16-25, 25-16, 26-24, 15-7 |

| Gara 2 |                                |     |                            |
|        |                                |     |                            |
| 25-03  | Hwaseong IBK - GS Caltex Seoul | 3-1 | 25-22, 25-23, 21-25, 25-20 |

| Gara 4 |                                |     |                            |
|        |                                |     |                            |
| 29-03  | GS Caltex Seoul - Hwaseong IBK | 3-1 | 18-25, 25-20, 19-25, 21-25 |

## Premi individuali
| Premio                    | Giocatrice          | Squadra           |
| ------------------------- | ------------------- | ----------------- |
| MVP della Regular Season  | Olesja Rychljuk     | IBK Altos         |
| MVP delle finali play-off | Olesja Rychljuk     | IBK Altos         |
| MVP dell'All-Star Game    | Nicole Fawcett      | Korea Expressway  |
| MVP 1º round              | Bethania de la Cruz | GS Caltex Seoul   |
| MVP 2º round              | Kim Hee-jin         | IBK Altos         |
| MVP 3º round              | Yang Hyo-jin        | Hyundai Hillstate |
| MVP 4º round              | Yang Hyo-jin        | Hyundai Hillstate |
| MVP 5º round              | Nicole Fawcett      | Korea Expressway  |
| MVP 6º round              | Olesja Rychljuk     | IBK Altos         |
| Miglior allenatore        | Lee Jung-chul       | IBK Altos         |
| Miglior esordiente        | Lee So-young        | GS Caltex Seoul   |
| Miglior realizzatrice     | Nicole Fawcett      | Korea Expressway  |
| Miglior attaccante        | Olesja Rychljuk     | IBK Altos         |
| Miglior muro              | Yang Hyo-jin        | Hyundai Hillstate |
| Miglior servizio          | Nicole Fawcett      | Korea Expressway  |
| Miglior palleggiatrice    | Yeom Hyei-seon      | Hyundai Hillstate |
| Miglior ricevitrice       | Nam Jie-youn        | IBK Altos         |

## Classifica finale
| Pos | Squadra           |
| --- | ----------------- |
| 1   | IBK Altos         |
| 2   | GS Caltex Seoul   |
| 3   | Hyundai Hillstate |
| 4   | Korea Expressway  |
| 5   | Pink Spiders      |
| 6   | KGC Ginseng       |